# Amfitheater van Poitiers
Het Amfitheater van Poitiers werd in de 1e eeuw n.Chr. door de Romeinen gebouwd in Lemonum (of Limonum), de huidige Franse stad Poitiers.

## Geschiedenis
Lemonum was in de oudheid een belangrijke stad en beschikte over thermen en een aquaduct. Het amfitheater was een van de grootste in Gallië. Het gebouw had de standaard elliptische vorm voor een amfitheater en was 130,5 meter lang en 115,8 meter breed. Het amfitheater had aan de buitenzijde twee verdiepingen, met ieder 64 bogen. Het bood plaats aan ongeveer 30.000 toeschouwers. Het amfitheater van Poitiers was daarmee groter dan de nog bestaande amfitheaters van Nîmes en Arles.
Na de val van het Romeinse Rijk in de 5e eeuw raakte het amfitheater buiten gebruik. Het gebouw verviel langzaam tot een ruïne. Er werden huizen in de arena gebouwd en de tribunes werden afgebroken zodat de stenen als bouwmateriaal konden worden hergebruikt. In deze tijd werden de antieke monumenten nog niet beschermd. Desondanks stond de grote buitenmuur tot in de 19e eeuw overeind, waardoor het amfitheater nog steeds als zodanig herkenbaar was.
In de 19e eeuw leefde bij de gemeente het idee dat de ruïne van het amfitheater een plaats was die ongewenste en criminele activiteiten als prostitutie en diefstal aantrok. In 1857 werd daarom besloten de restanten van het antieke gebouw te slopen, zodat er op die plaats een overdekte markt en andere gebouwen konden worden gebouwd.

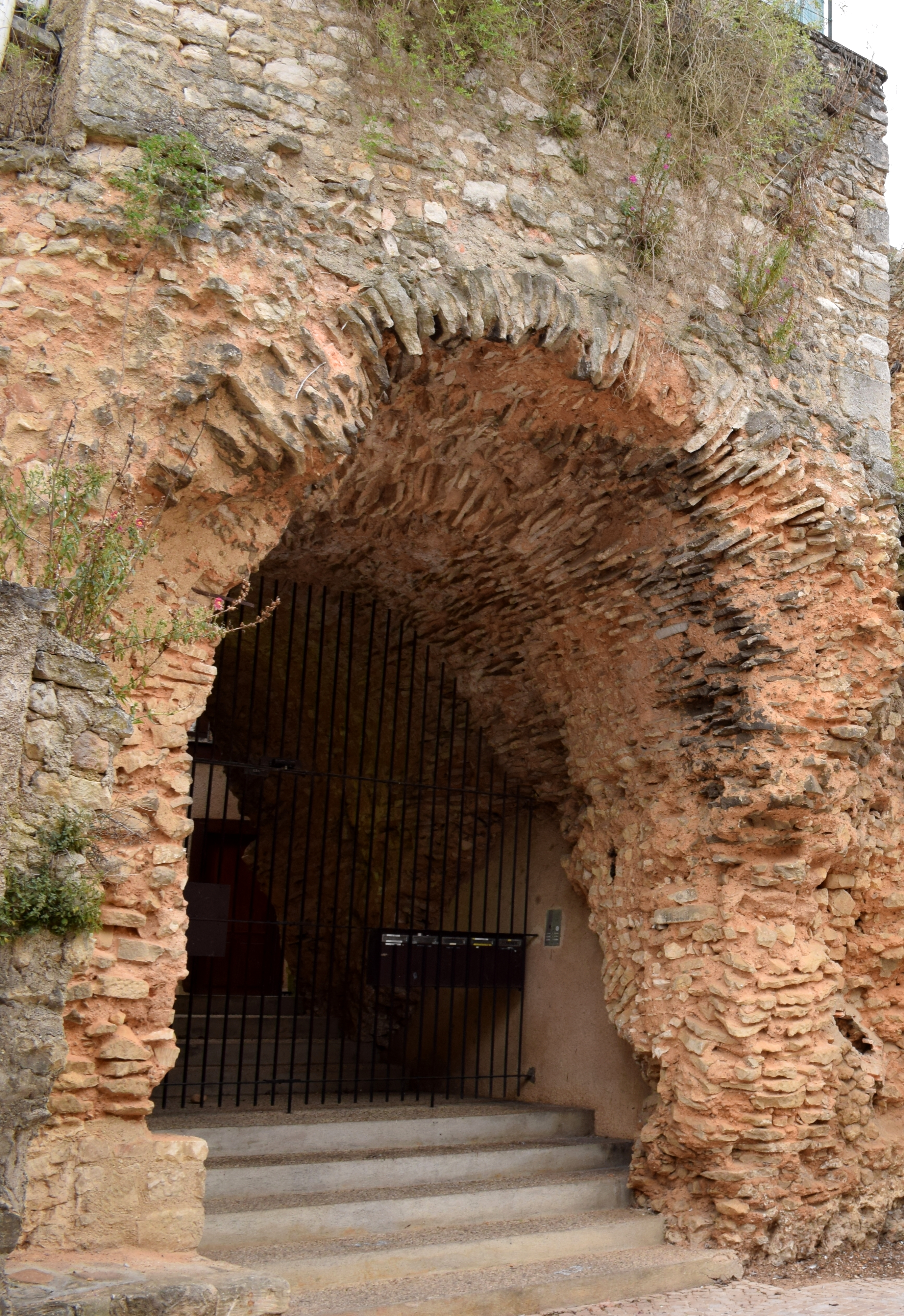
Arcade van het amfitheater

## Het amfitheater tegenwoordig
Het amfitheater is nu grotendeels verdwenen, maar de contouren zijn nog duidelijk herkenbaar in het straatbeeld. De Rue Magenta volgt bijvoorbeeld precies het pad van de noord-zuidas van het amfitheater. De Rue des Arénes (straat van de arena) loopt langs buitenste lijn van de zuidoostelijke tribunes.
In de kelders van de gebouwen die op de plaats van het amfitheater verrezen zijn nog fundamenten van de arena aanwezig. De enige bovengrondse restanten zijn te vinden aan de Rue Bourcani, waar twee stenen bogen van de binnenmuren van het amfitheater zichtbaar zijn.

## Bron
- (Re)découvrons l'amphithéâtre de Poitiers
- L'amphithéâtre de Poitiers